# 히가시구 (니가타시)
히가시구(일본어: 東区)는 일본 니가타현 니가타시의 행정구 중 하나이다.
구 니가타시 지역의 주오 지구, 히가시 지구의 일부, 이시야마 지구로 구성되어 구청은 옛 주오 지구 사무소 자리에 있다. 또한 마쓰하마정은 아가노강 양안에 있지만 좌안 측만이 히가시구의 구역이고 우안 측은 기타구의 구역이다. 구내에는 니가타항 구역의 일부와 니가타 공항이 있어 니가타현과 니가타시의 "바다와 하늘의 관문"이라는 측면을 가진다.

## 지리
북쪽은 동해, 서쪽은 시나노강, 남쪽은 니혼카이토호쿠 자동차도, 동쪽은 아가노강으로 둘러싸인 지역으로 중심부를 쓰센강이 동서로 흐른다. 아가노강을 사이로 동쪽은 기타구, 니혼카이토호쿠 자동차도를 사이에 두고 남쪽으로 고난구, 시나노강을 사이에 두고 서쪽으로 주오구와 접한다.
니가타시의 구 중에서는 주오구와 함께 거의 전역이 헤이세이 시정촌 대합병 전의 구 니가타시로 구성되어 있는 구이다. 해안부에서는 공항 및 항구 지역을 제외하면 해수욕이 가능하고 해수욕을 하면서 공항에서 이륙하는 비행기를 가까이서 볼 수도 있다. 과거에는 아가노강과 시나노강이 합류하여 에도 시대에는 몇 번이고 수해로 골치를 썩인 지역이기도 하다. 쓰센강은 과거에 강이 만나던 흔적이다. 현재는 주로 북부와 남부가 주택지, 중부가 상업지와 공업지를 이룬다.

## 역사
- 1914년 - 니가타시와 눗타리정이 합병하였다.
- 1943년 - 오가타촌·이시야마촌을 니가타시에 편입하였다.
- 1954년 - 마쓰가사키하마촌을 니가타시에 편입하였다.
- 2007년 4월 1일 - 니가타시가 정령지정도시로 지정되면서 히가시구가 설치되었다.

## 교통

### 공항
- 니가타 공항

### 철도
- 동일본 여객철도
  - 신에쓰 본선
  - 하쿠신선

### 도로
- 니혼카이토호쿠 자동차도
- 국도 7호선
- 국도 113호선
- 국도 345호선